# Trócsányi György

Trócsányi György (Sárospatak, 1896. március 29.  – Budapest, 1973. július 5.) magyar  könyvtáros, társadalomtudományi szakíró, műfordító. Trócsányi Dezső és Trócsányi Zoltán (nyelvész) testvére. 

## Életpályája
A budapesti tudományegyetem jogi karán végzett. 1915 és 1917 között a  keleti fronton harcolt, majd 1917 és 1921 között orosz hadifogságban  volt. 1922-ben doktorált, ösztöndíjasként Párizsban és Berlinben tanult (1929–30). Társadalomtudományi és könyvtárügyi tanulmányokat írt, Szombatfalvy Györggyel a Társadalomtudomány szerkesztője (1943–44). 1921-től az Országgyűlési Könyvtár munkatársa, 1941-től főigazgatója volt. 1949-ben nyugdíjazták. Számos szépirodalmi és irodalomtörténeti munkát fordított magyarra oroszból.

## Jelentősebb műfordításai
- A dekabristák emlékiratai (Bp., 1954),
- nyolc életrajzi tanulmány (Az orosz irodalom klasszikusai  című műben (Bp., 1956)
- Szaltikov-Scsedrin: Külföldön (Bp., 1951),
- Goncsarov: A „Pallada” fregatt (Bp., 1952),
- Scserbina: Alekszej Tolsztoj (Bp., 1952),
- Danyilin: Maupassant (Bp., 1953),
- Jelizarova: Balzac (Bp., 1953),
- Bobrova: Mark Twain (Bp., 1953)

## Forrás
- Magyar életrajzi lexikon